# Samed Yeşil
Samed Yeşil (phát âm tiếng Thổ Nhĩ Kỳ: [samed jeʃil], sinh ngày 25 tháng 5 năm 1994) là một cầu thủ bóng đá chuyên nghiệp người Đức, hiện đang chơi ở vị trí tiền đạo cho Ankara Demirspor, một câu lạc bộ của Thổ Nhĩ Kỳ.
Yeşil đã từng thi đấu cho các đội tuyển trẻ của Đức. Anh đặc biệt thành công với đội tuyển bóng đá U-17 của họ, đội bóng giành ngôi á quân tại giải vô địch bóng đá U-17 châu Âu năm 2011 và hạng ba tại U-17 World Cup 2011. Anh cũng là vua phá lưới giải vô địch bóng đá U-17 châu Âu 2011.

## Sự nghiệp

### Giai đoạn đầu
Samed Yesil là người gốc Thổ Nhĩ Kỳ sinh ra tại Düsseldorf. Anh đã gây ấn tượng mạnh ở các hệ thống bóng đá trẻ của Đức khi đã ghi được 22 bàn thắng chỉ sau 26 trận cho các đội U-16, U-17 và U-18.
Trong khoảng thời gian gắn bó cùng U-17 Đức, Samed Yesil đã có tới 19 bàn thắng trong 21 lần ra sân. Mùa Hè năm 2011, chân sút gốc Thổ này đã giành danh hiệu chiếc giày bạc tại giải vô địch U17 thế giới với 6 bàn thắng, giúp U-17 Đức giành vé vào bán kết.
Yeşil đã ghi được 57 bàn thắng trong 71 trận đấu trong đội trẻ của Bayer Leverkusen trong khoảng thời gian từ năm 2010-2012. Yeşil đã có 5 lần ra sân cho đội một Leverkusen.

### Liverpool
Trong kỳ chuyển nhượng mùa hè năm 2012, Samed Yesil đã gia nhập Anfield. Sau khi hoàn tất thủ tục kiểm tra y tế tại đây, chân sút trẻ người Đức đã hoàn tất bản hợp đồng trị giá 1 triệu bảng với Quỷ đỏ vùng Merseyside. Một trong những nguyên nhân khiến Samed Yesil quyết định chọn Liverpool là bến đỗ mới bởi lời khuyên của HLV Leverkusen, Sami Hyypia, người đã từng có 10 năm gắn bó với sân Anfield.

#### FC Luzern
Ngày 31 tháng 8 năm 2015, Yesil gia nhập đội bóng Thụy Sĩ FC Luzern theo thỏa thuận cho mượn có thời hạn một mùa.

### Ankara Demirspor
Vào ngày 26 tháng 12 năm 2019, Yeşil đã ký hợp đồng với câu lạc bộ hạng 3 trong hệ thống giải đấu của Thổ Nhĩ Kỳ, Ankara Demirspor, theo dạng chuyển nhượng tự do.

## Thống kê sự nghiệp
Tính đến 8 tháng 11 năm 2015.
| Câu lạc bộ          | Câu lạc bộ          | Câu lạc bộ          | Giải đấu | Giải đấu | Cúp quốc gia | Cúp quốc gia | Cúp liên đoàn | Cúp liên đoàn | Châu Âu | Châu Âu | Tổng cộng | Tổng cộng |
| Câu lạc bộ          | Mùa giải            | Giải đấu            | Trận     | Bàn      | Trận         | Bàn          | Trận          | Bàn           | Trận    | Bàn     | Trận      | Bàn       |
| ------------------- | ------------------- | ------------------- | -------- | -------- | ------------ | ------------ | ------------- | ------------- | ------- | ------- | --------- | --------- |
| Bayer Leverkusen    | 2011–12             | Bundesliga          | 1        | 0        | 0            | 0            | 0             | 0             | —       | —       | 1         | 0         |
| Bayer Leverkusen    | Tổng cộng           | Tổng cộng           | 1        | 0        | 0            | 0            | 0             | 0             | —       | —       | 1         | 0         |
| Liverpool           | 2012–13             | Premier League      | 0        | 0        | 0            | 0            | 2             | 0             | 0       | 0       | 2         | 0         |
| Liverpool           | 2013–14             | Premier League      | 0        | 0        | 0            | 0            | 0             | 0             | 0       | 0       | 0         | 0         |
| Liverpool           | 2014–15             | Premier League      | 0        | 0        | 0            | 0            | 0             | 0             | 0       | 0       | 0         | 0         |
| Liverpool           | Tổng cộng           | Tổng cộng           | 0        | 0        | 0            | 0            | 2             | 0             | 0       | 0       | 2         | 0         |
| Luzern (mượn)       | 2015–16             | Swiss Super League  | 8        | 1        | 0            | 0            | 0             | 0             | 0       | 0       | 8         | 1         |
| Luzern (mượn)       | Tổng cộng           | Tổng cộng           | 8        | 1        | 0            | 0            | 0             | 0             | 0       | 0       | 8         | 1         |
| Tổng cộng sự nghiệp | Tổng cộng sự nghiệp | Tổng cộng sự nghiệp | 9        | 1        | 0            | 0            | 2             | 0             | 0       | 0       | 11        | 1         |

## Danh hiệu

### Quốc tế
U-17 Đức
- Á quân giải vô địch bóng đá U-17 châu Âu: 2011
- Hạng ba FIFA U-17 World Cup: 2011

### Cá nhân
- Vua phá lưới giải vô địch bóng đá U-17 châu Âu: 2011
- Chiếc giày bạc FIFA U-17 World Cup: 2011